# Моника Попова
Моника Петрова Попова е българска художничка керамичка.

## Биография
Родена е на 10 декември 1968 г. в град София. Завършва ВИИИ „Николай Павлович“ в курса на проф. Красимир Джидров, специалност Керамика (1996).
Преподавател в Нов български университет от 2000 г. Щатен асистент от 2001 г. в програмите – „Графичен дизайн“ и „Пластични изкуства“. Доцент в департамент „Изящни изкуства“ на НБУ (2010).
Доктор в програма „Египтология“ на НБУ с дисертация на тема „Скулптурата по времето на Тиванските царе XII и XVIII династии“ с научен ръководител Сергей Игнатов (2014).
Член на Съюза на българските художници (1996). Член на Българския институт по египтология (2009).
Майка на три дъщери.

## Изложби
Представя 28 самостоятелни изложби и участва в над 70 колективни изложби в страната и чужбина в периода 1992 – 2012 г.
- 1996 – 1998 – Галерия „Досев“ (керамика), София
- 1999 – „Аритмичност“ (живопис), галерия „Калоян“, София
- 2000 – „Неточен адрес“ (живопис), галерия „Ирида“, София
- 2001 – „Началото“ (живопис), галерия „Ирида“, София[1]
- 2001 – „Еросът на невъзможното“ (живопис), Център за съвременно изкуство „Шипка 6“, София[2]
- 2002 – Младежка изложба на фондация „Св. св. Кирил и Методий“, София
- 2002 – 2003 – 2004 – Участие в Международен симпозиум за екстериорна пластика „Море от форми“, Златни пясъци
- 2003 – „Nigredo“. Съвместен кураторски проект на М. Попова и Г. Пенкова – Централна баня, София; Старинна баня, Пловдив; Централен софийски затвор, София
- 2004 – „Талвег“ (живопис), галерия „Ирида“, София
- 2004 – Участие във фестивала „Август и изкуствата“, Варна
- 2004 – Участие в международен пътуващ проект „Майки и дъщери“. Куратор Клаудия-Мария Луениг (Австрия)
- 2004 – Участие в Международно биенале за съвременно изкуство, Шумен
- 2002 – 2003 – 2004 – Участие в Международен симпозиум за екстериорна пластика „Море от форми“, Златни пясъци
- 2005 – „Нарисувай ми душа“ (живопис), галерия „Ирида“, София[3]
- 2006 – „Въздухът на въздуха“, галерия „Арт-Алея“, София
- 2006 – 2008 – Награди за съвременно българско изкуство на МТел[4]
- 2008 – „БЕС“ (живопис), Център за съвременно изкуство „Шипка 6“, София[5]
- 2009 – „Ако така ми действа любовта“ (керамика), Галерия „Сариев“, Пловдив
- 2009 – „БЕС“ (живопис), Градска галерия, Ниш (Сърбия)
- 2009 – „Разговор със Сърцето“ (живопис), галерия „Кръг+“, София[6]
- 2010 – „Шитите“ (живопис и бод), галерия „Сариев“, Пловдив[7]
- 2010 – Специализация в центъра по изкуства „Kunstlerhaus“, Швандорф, Германия
- 2011 – „Селото на лебедите“ (живопис), галерия „Арт алея“, София
- 2012 – „20“ (живопис), Център за съвременно изкуство „Шипка 6“, София
- 2012 – Участие в два кръга от конкурса за съвременно изкуство на „Алианц“, България
- 2011 – 2012 – Участие в международни есенни и пролетни салони на изкуствата, Бургас и Поморие
- 2012 – Участие в изложбата по повод 80 години СБХ, в проект на проф. Андрей Даниел „Вода и светлина“
- 2013 – „Няма нищо по-хубаво от идиотското време“ (живопис и керамика), галерия UPARK, Пловдив
- 2014 – „Подобно на заобляне“ (рисунки и керамика), галерия ART BOX, София[8]
- 2014 – „Максимална степен на болка“ (живопис и керамика), галерия „Индустриална 11“, София[9][10][11]

## Награди, стипендии и грантове
- 2013 – Номинация за изключителен принос за годишната Национална награда за живопис „Владимир Димитров – Майстора“ за 2012 г.
- 2012 – Номинация и участие в два кръга от Конкурса за съвременно изкуство на „Алианц“ – България
- 2011 – Конкурс и специализация в центъра по изкуства „Kunstlerhaus“, Швандорф, Германия
- 2002 – Първа награда за екстериорна пластика „Ръце от стихове“ в пленера „Море от форми“ – Златни пясъци
- 2002 – Първа награда за млад автор на фондация „Св. св. Кирил и Методий“
- 2000 – Награда за млад автор на галерия „Ирида“, София
- 1998 – Награда за млад автор на Международната френска академия по изкуства – Париж, Франция
- 1996 – Конкурс и специализация в „Des Art Studio“ – Париж, Франция